# Cutiș, Sălaj
Cutiș (în maghiară: Kiskökényes) este un sat în comuna Almașu din județul Sălaj, Transilvania, România.

## Istoric
În satul Cutiș a funcționat prima "mănăstire școală de cantori" din Ardeal.
Șematismul jubilar din anul 1900 al arhidiecezei Blajului spune că aici exista o mănăstire din secolul al XVIII-lea, ai cărei călugări instruiau tineretul. Pe timpul episcopului Grigore Maior mănăstirea avea o grădină de pomi și un loc arător numit „Dumbrava mănăstirii". În mănăstire trăia și un dascăl pentru educarea copiilor sătenilor cu numele Aron Toma.

## Localități înfrățite
- Safre, Franța